# Siegfried Gerling
Siegfried Gerling is een Surinaams songwriter en muziekleraar. Hij is tweevoudig winnaar van SuriPop. Gerling schreef de tekst van Gi wan anu, dat in 2014 werd gebruikt in de campagne van Su Aid en dat belandde op nummer 1 van de Surinaamse Top 40.

## Biografie
Gerling schreef de tekst van Ef a kan op muziek die door Erik Refos was gecomponeerd. Dit werd in 1988 het winnende lied tijdens SuriPop, in de uitvoering van Powl Ameerali. In 1996 won hij het festival nogmaals. Deze keer was dat met het lied Aku cinta padamu waarvan hij de tekst en de muziek schreef. Het werd gezongen in een duet door Clinton Kaersenhout en Haito Doest.
Gerling is van beroep muziekleraar aan het Instituut voor de Opleiding van Leraren (IOL). Sinds 2011 houdt hij zich bezig met nieuwsberichten op de radiozender SRS. In 2011 speelde hij een rol in de film Suriname.
Rond 2010 was hij secretaris in het bestuur van Stichting voor Auteursrechten in Suriname (Sasur). Eind 2011 maakte hij deel uit van de eerste Surinaamse delegatie die de internationale vakbeurs voor wereldmuziek, Womex, bezocht, die dat jaar in Denemarken werd gehouden. Begin dat jaar schreef hij in een open brief aan de VRTS en de VSO om de belemmering van het werk van Sasur te staken. De organisaties waren het oneens met de handhaving van Sasur van de auteursrechtenwetgeving. De VRTS kreeg niettemin gehoor in De Nationale Assemblée en uiteindelijk besloot de regering in 2015 de stichtingsvorm onder Sasur af te schaffen, waarmee de facto het bestaansrecht van Sasur ten einde kwam.
In 2014 hield Su Aid haar eerste campagne waaraan dagelijks aandacht werd besteed op Radio 10, STVS en SRS. Gerling schreef de tekst voor het campagnelied Gi wan anu. De single belandde op nummer 1 van de Surinaamse Top 40. De muziek is van We are the world van USA for Africa.
Gerling vertaalde een aantal liederen van SuriPop die hij in 2019 en 2020 op een cd liet uitbrengen tijdens Wereldmuziekdag. Met de Nederlandstalige liedjes richtte hij zich op het Nederlandse publiek, omdat veel liedjes oorspronkelijk in het Sranan geschreven zijn. De muziek werd opgevoerd door de zangformatie Brendenbrood (lees: Brede 'n brood) en hij werkte hierin samen met Henk Plein. In 2020 werden de liederen op panfluit begeleid door de Peruaan Juan Dario.